# Friedrich Sobe
Friedrich (auch Fritz) Sobe (* 30. Dezember 1881 in Leipzig; † 17. Februar 1966 in Bad Oeynhausen) war ein deutscher Verwaltungsjurist und Oberfinanzpräsident.

## Leben
Nach dem Abitur am Wettiner Gymnasium in Dresden absolvierte Friedrich Sobe ein Studium der Rechtswissenschaften an der Philipps-Universität Marburg und der Universität Leipzig. Nach dem Großen juristischen Staatsexamen im Jahre 1912 folgten Tätigkeiten als Gerichtsassessor bei der Staatsanwaltschaft Plauen sowie Hilfsrichter bei den Amtsgerichten Klingenthal und Burgstädt. Jahresanfang 1915 ging er in die sächsische Steuerverwaltung und wurde Finanzassessor beim Hauptzollamt Leipzig II und dort später juristischer Hilfsarbeiter. 1917 zum Finanzamtmann ernannt, wurde er im Januar 1919 mit der Wahrnehmung der Geschäfte eines Fiskals für den Freistaat Sachsen beauftragt und zum Finanzrat ernannt. Im Jahr darauf fungierte er als Referent beim Landesfinanzamt Leipzig.
1923 wurde er Leiter des Finanzamts Leipzig Ost, wo er 1924 zum Oberregierungsrat ernannt wurde. 1930 trat er in die NSDAP ein. Zum 1. Oktober 1933 zum Landesfinanzamtsdirektor ernannt, wurde er am 1. Februar 1935 Präsident des Landesfinanzamtes Leipzig. Von 1934 bis 1939 war Sobe Mitglied des Reichsdisziplinarhofs. Als Oberfinanzpräsident wechselte er zum 1. April 1944 von Leipzig nach Nürnberg. Vom 1. November 1944 bis zum Kriegsende war er Oberfinanzpräsident in München.